# Кремпець (Поморське воєводство)
Кремпець (пол. Krępiec, нім. Krampitz) — село в Польщі, у гміні Прущ-Гданський Ґданського повіту Поморського воєводства.
Населення — 94 особи (2011).

## Демографія
Демографічна структура станом на 31 березня 2011 року:
|          | Загалом | Допрацездатний вік | Працездатний вік | Постпрацездатний вік |
| -------- | ------- | ------------------ | ---------------- | -------------------- |
| Чоловіки | 50      | 6                  | 38               | 6                    |
| Жінки    | 44      | 6                  | 26               | 12                   |
| Разом    | 94      | 12                 | 64               | 18                   |